# Guibert de Cors
Guibert de Cors (en francés: Gilbert d'Escors/de Cors; fallecido en 1258) fue un caballero francés y noble cruzado del Principado de Acaya. Según la versión aragonesa de la Crónica de Morea, Gilberto se convirtió en el primer señor de la Baronía de Mitopoli en 1209. Provenía de la familia franco-navarro, Escors, Escorz o de Cors y sus descendientes fueron reyes de Francia, Inglaterra y Navarra.
Después de la conquista del Peloponeso, Guillermo de Champlitte, el primer príncipe de Acaya, distribuyó el territorio en feudos y los concedió a los caballeros que le acompañaron durante la Cuarta Cruzada. Concedió Mitopoli a de Cors, que comprendía cuatro feudos, y construyó un castillo.
Se casó con Margarita de Nully, heredera de Passavant, y tuvo dos hijos, Guillermo y Margarita, cuya descendiente de esta última fue Margarita de Baux, quien se casó con Pedro I de Luxemburgo, antepasado de la Casa de Tudor. Guibert murió en la batalla de Caridi en 1258.